# Salvelinus leucomaenis
Salvelinus leucomaenis är en fiskart som först beskrevs av Pallas, 1814.  Salvelinus leucomaenis ingår i släktet Salvelinus och familjen laxfiskar.

## Underarter
Arten delas in i följande underarter:
- S. l. pluvius
- S. l. leucomaenis
- S. l. imbrius